# Paul Massey
Paul Massey (Londres, 10 de fevereiro de 1958) é um sonoplasta britânico.Foi indicado ao Oscar de melhor mixagem de som em oito ocasiões por seu trabalho como engenheiro de som cinematográfico,ganhando em 2019.

## Prêmios e indicações
- Venceu: Oscar de melhor mixagem de som - Bohemian Rhapsody (2018)
- Indicado: Oscar de melhor mixagem de som - The Martian (2015)
- Indicado: Oscar de melhor mixagem de som - 10 to Yuma (2007)
- Indicado: Oscar de melhor mixagem de som - Pirates of the Caribbean: Dead Man's Chest (2006)
- Indicado: Oscar de melhor mixagem de som - Walk the Line (2005)
- Indicado: Oscar de melhor mixagem de som - Master and Commander: The Far Side of the World (2003)
- Indicado: Oscar de melhor mixagem de som - Rugrats in Paris: The Movie (2000)
- Indicado: Oscar de melhor mixagem de som - Air Force One (1997)